# Црква Светих апостола Петра и Павла у Доњем Забрђу
Црква Светих апостола Петра и Павла у Доњем Забрђу, парохијска је православна црква у насељеном месту на територији општине Угљевик, припада Епархији зворничко-тузланској Српске православне цркве.

## Доњозабрђска парохија
Црква посвећена Светим апостолима Петру и Павлу у Доњем Забрђу седиште је Доњозабрђске парохије коју чине насељена места Доње Забрђе и Угљевичка Обријеж.

## Градња и санација
Градња цркве почела је 1912. године у време свештеника Алексе Глигоровића, док је темеље освештао митрополит Иларион Радонић 24. септембра 1913. године.
Храм је зидан ситном циглом, по угледу на цркву у Великој Обарској и радио га је исти мајстор. Зидање храма завршено је тек 1940. године, у време свештеника Петра Товирца:
Свештеник Петар Товирац подигао је са народом цркву под кров и одслужио прву службу Божију на Петровдан 1941. године. Исте године на Илиндан из цркве је одведен у усташки логор, са великим мноштвом својих парохијана, гдје је, свједочећи Христа Господа завршио овоземаљски живот, не дочекавши дан освештања цркве.— „Забрђе – монографски приказ”
Храм је освештао епископ зворничко-тузлански Лонгин Томић 21. септембра 1955. године.
Због дотрајалости црква је обнављана више пута, а највише у време службовања свештеника Михаила Јовића. Године 1985. храм је препокривен и урађен је под. Санацијом извршеном 1997. године промењена је комплетна кровна конструкција и постављен нови бакарни покривач.
Поводом 50-годишњице првог освештања храма 2005. године храм је поново обновљен. Тим поводом освештао га је чином обновљења епископ зворничко-тузлански  Василије.
Иконостас у храму датира из 1951. године, а израдили су га мајстори из Драгаљевца. Иконе на иконостасу живописао је уметник В. Поморишац, 1952. године. Од 2009. године храм фрескопише иконописац Бранислав Шавија из Бијељине.

## Филијална црква
У оквиру Доњозабрђске парохије поред парохијске постоји још једна филијална богослужбена грађевина:
- Црква Рођења Св. Јована Крститеља у Угљевичкој Обријежи, грађена је од 1999. до 2002. године, као задужбина Драге Захарића. Храм је освештао епископ зворничко-тузлански  Василије, 2002. године. Иконостас, певницу, налоњ, дарохранилицу и два мања стола израдио је ђакон Томислав Живановић из Крагујевца. Иконе на иконостасу, као и храм живописао је Војкан Митрић из Јања код Шипова.[3]